# سقوط هراة (2001)
كانت انتفاضة عام 2001 في هراة انتفاضة منسقة في مدينة هراة الأفغانية كجزء من حرب الولايات المتحدة في أفغانستان. تم السيطرة على المدينة في 12 نوفمبر من قبل قوات التحالف الشمالي وكذلك القوات الخاصة للولايات المتحدة والمملكة المتحدة وجمهورية إيران الإسلامية.

## المقاتلون
تألفت فرق العمليات الخاصة الأمريكية من قوات رنجرز الأمريكية وقوة دلتا تحت قيادة الجنرال تومى فرانكس. تألفت القوات الإيرانية من عملاء قوة القدس تحت قيادة اللواء يحيى رحيم صفوي ، قائد الباسداران. تألف فصيل التحالف الشمالي أكثر من 5000 رجل مليشيات تحت قيادة إسماعيل خان، قائد في الغزو السوفييتي السابق لأفغانستان والحاكم السابق لهراة قبل وصول طالبان إلى السلطة في عام 1995.
القوات الخاصة البريطانية لأسباب تتعلق بالأمن القومي تظل مجهولة الهوية ولا تخرج عن هيكلها القيادي الرسمي.

## الخطة
كانت الخطة، التي نظمها الجنرال فرانكس والجنرال صفوي، موجهة للقوات الخاصة الإيرانية للدخول لهراة دون رحمة وتشكيل تمرد ضد طالبان. كان هذا الحدث المفاجئ يتزامن مع دخول فرقة إسماعيل خان التابعة لميليشيا التحالف الشمالي إلى هراة. في غضون ذلك، سيشرف فريق من القوات الخاصة الأمريكية ووكالة المخابرات المركزية الأمريكية على العملية في طهران إلى جانب الاستخبارات العسكرية الإيرانية.

## العملية
بدأت عمليات القتال في 7 أكتوبر 2001. في نهاية الشهر، ضربت ضربات جوية أمريكية أهداف في هراة وحولها، بما في ذلك الدبابات ومرافق الاتصالات ومجمعات الأنفاق. وهذا يشمل أيضًا مطار هراة ، حيث تم تدمير مقاتلين روسيين.
في 11 نوفمبر 2001 ، تم إدخال مفرزة العمليات الخاصة بالجيش الأمريكي ألفا 554 («تايغر 08») بطائرة هليكوبتر بالقرب من هيرات. كما كان مخططا، دخلت قوات الكوماندوز الإيرانية سرا هرا لبدء التمرد في 12 نوفمبر، والذي أفسح المجال بنجاح، ما زعمه إسماعيل خان، الانتفاضة المحلية ضد قادة طالبان.و التحالف الشمالي وفصائل الشيعة الهزارة ومجموعة صغيرة من القوات الخاصة الأمريكية دخلت المدينة. كما شارك سكان هراةي في الانتفاضة بالعصي والسكاكين والبنادق المخبأة في جميع أنحاء السكان. سقطت المدينة مع فرار حركة طالبان نحو الجبال على طول الحدود الإيرانية، تاركا وراءها عدة دبابات مهجورة. تم نقل السجناء، بما في ذلك المتطوعين الشيشان والعرب، إلى أماكن لم يتم الكشف عنها.

## بعد
وقد قوبلت الانتفاضة بإطلاق النار احتفالي من السكان. حتى أن وسائل الإعلام الإيرانية ذهبت أبعد ما يمكن عن الاحتفال على نطاق واسع بما في ذلك «الرقص على أسطح المنازل» ورفع أبواق السيارات. عزز إسماعيل خان سلطته كأمير في غرب أفغانستان، حيث ورد أنه قبل الشاحنة بأموال من إيران على مدار الشهر التالي لتأمين ولائه لقواته. منح خان العفو لمقاتلي طالبان السابقين، لكنها حذرت من تداعيات إذا ما قيل أن المقاتلين سيحملون السلاح مرة أخرى.
وظل خان حاكما لهراة حتى عام 2004 ، عندما طرده الرئيس الأفغاني حامد كرزاي. قوبل فصل خان باحتجاجات عنيفة.